# 自覚症状
自覚症状（じかくしょうじょう）とは、病気にかかっている者に感じられる症状であり、生活状況に大きな変化はもたらされていないというのに、痛みや苦しみや倦怠感などを感知するようになり、そこから自身が疾患状況であるということが自覚できるような状態であるときに、その際に感じられる痛みや苦しみなどの症状を指す。
一般の疾患では、その個人が自覚症状によって何らかの身体の異常を感じ、診断を受けることで治療が開始される。したがって、初期に自覚症状がない、あるいは乏しい病気は、発見が難しい。癌などは致死率が極めて高い危険な病気でありながら、治療が容易であるとされている初期段階では自覚症状が全く無い。そのために治療の好機を逃してしまい、重大な時期になってから自覚症状から自他共に癌であるということに気付くという例が多く存在している。そのため、定期的に診断を受けるなど、日頃から自身の体調に関心を向けることが好ましい。生活習慣病などもこの例である。また、肝臓はその異常が時には生命にも関わる重大な問題となり得るのに、深刻化するまでは自覚症状が現れることが少なく、そのために「沈黙の臓器」との異名がある。